# Xie Hui
Xie Hui (en chino tradicional, 謝暉; en chino simplificado, 谢晖; pinyin, Xiè Huī; Shanghái, China; 14 de febrero de 1975) es un exfutbolista y entrenador de fútbol de China que jugaba en la posición de delantero. Actualmente es el entrenador del Dalian Professional de la Superliga China.

## Carrera

### Club
| Periodo   | Club                          | Apariciones | Goles |
| --------- | ----------------------------- | ----------- | ----- |
| 1994–2000 | Shanghai Shenhua              | 104         | 25    |
| 2000–2002 | Alemannia Aachen              | 50          | 19    |
| 2002      | → Shanghai Shenhua (cedido)   | 4           | 0     |
| 2002–2003 | SpVgg Greuther Fürth          | 8           | 1     |
| 2003–2004 | Chongqing Lifan               | 11          | 2     |
| 2005–2008 | Shanghai Shenhua              | 61          | 18    |
| 2008      | → SV Wehen Wiesbaden (cedido) | 5           | 0     |

### Selección nacional
Jugó para China en 22 ocasiones de 1995 a 2004 y anotó nueve goles; participó en dos ediciones de la Copa Asiática.

### Entrenador
| Periodo   | Club                |
| --------- | ------------------- |
| 2020-2021 | Nantong Zhiyun      |
| 2022-     | Dalian Professional |

## Logros

### Club
- Liga Jia-A: 1995
- Copa de China de fútbol: 1998
- Copa de Campeones A3: 2007

### Individual
- Futbolista chino del año en 1995.